# Глобус (журнал)
«Глобус» — український двотижневий ілюстрований журнал. Виходив з листопада 1923 року по грудень 1935 року в Києві. Видавався як додаток до газети «Пролетарська правда». Редакція розміщувалася на вулиці Леніна № 19.
Журнал друкував матеріали про соціалістичне будівництво, міжнародні події, публікував документи з історії революційного руху, висвітлював питання науки, мистецтва, літератури, спорту.
У «Глобусі» друкували свої твори М. Бажан, Я. Качура, П. Козланюк, І. Ле, М. Рильський, С. Скляренко, М. Терещенко, Ю. Яновський та інші.